# Ramonville (métro de Toulouse)
Ne doit pas être confondu avec Ramonville-Saint-Agne.
Ramonville est une station, terminus sud, de la ligne B du métro de Toulouse. Elle est située avenue Flora Tristan sur la commune de Ramonville-Saint-Agne, au sud-est de Toulouse. C'est la seule station de la ligne B à être située en dehors de la ville de Toulouse.

## Situation sur le réseau
Ramonville est le terminus sud de la ligne B du métro de Toulouse, après la station Université-Paul-Sabatier.

## Histoire
La station est inaugurée le 30 juin 2007 [réf. nécessaire].
En 2016, la station a enregistré 2 632 794 validations. En 2018, 2 855 932 voyageurs sont entrés dans la station, ce qui en fait la 14ème la plus fréquentée sur 37 en nombre de validations.

## Services aux voyageurs

### Accès et accueil
La station compte deux entrées, chacune de deux côtés de l'avenue Flora Tristan.
La station est construite d'une façon à ce que l'on puisse faire rentrer la lumière du jour jusqu'aux quais. Elle est équipée d'un quai à 12 portes lui permettant de recevoir des rames de 52 m à 4 voitures.
La station possède une œuvre réalisée par Jean-Pierre Bertrand. L'œuvre consiste à marier l'aspect littéraire et numérique du mot "RAMONVILLE" de façon que chaque lettre aille avec le nombre qui lui correspond dans l'alphabet.

### Desserte
Comme sur le reste du métro toulousain, le premier départ des terminus (Borderouge et Ramonville) est à 5h15, le dernier départ est à 0h du dimanche au jeudi et à 3h le vendredi et samedi.

### Intermodalité

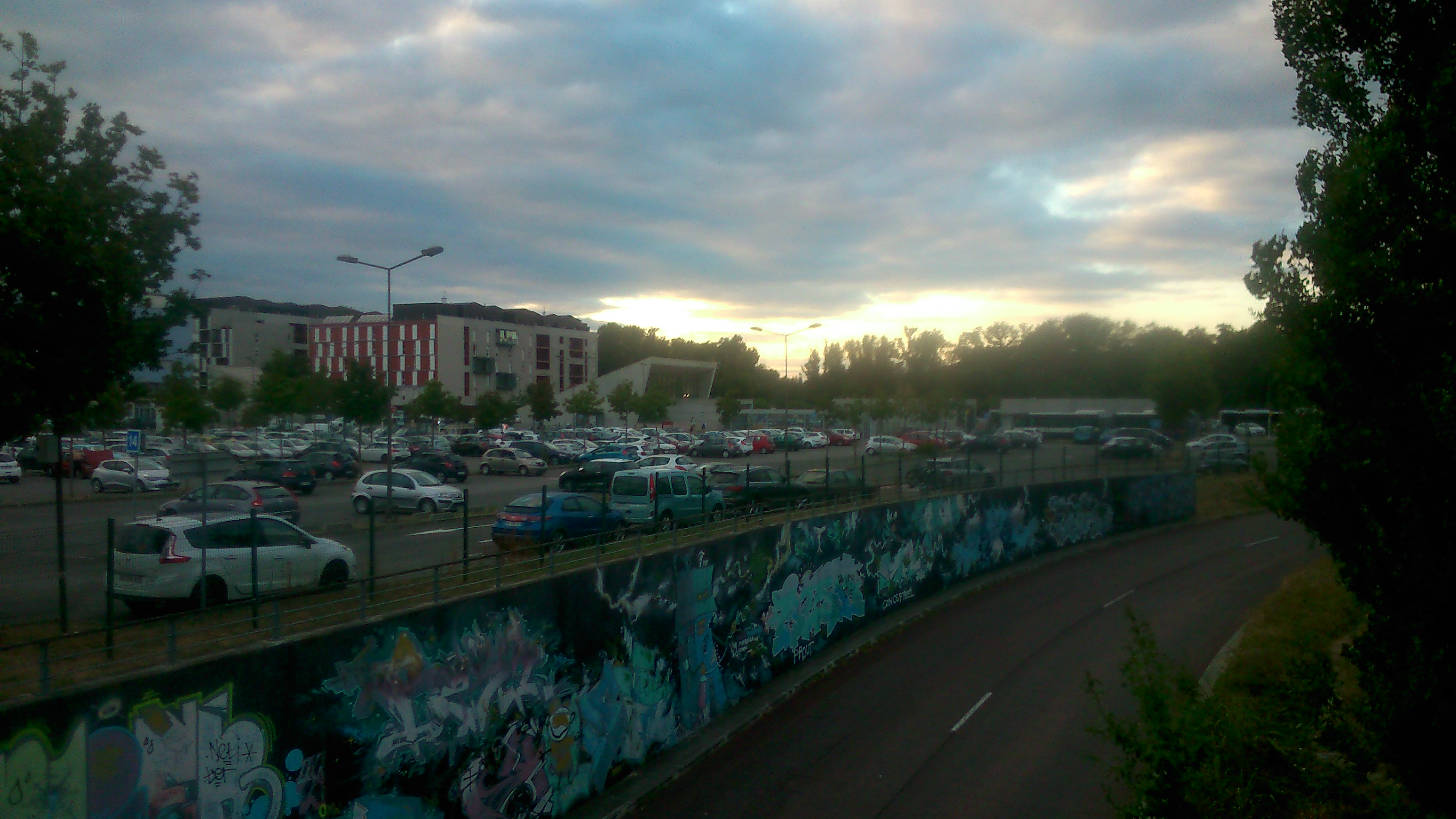
Le parc relais de la station.

La station est desservie par le Linéo L6 et les lignes 27, 37, 79, 111, 112 et 119 du réseau Tisséo. 
Elle comporte également un parc relais de 1 050 places.

## À proximité
- Parc Technologique du Canal
- Salle de concert Le Bikini
- Naturopole

## Projets
À l'horizon 2026, Ramonville ne serait plus le terminus de la ligne B : un prolongement est prévu de la ligne, vers deux nouvelles stations : Parc du Canal et Labège Madron. Cette dernière serait en connexion avec la future troisième ligne du métro toulousain, Toulouse Aerospace Express. À noter que seule une rame sur quatre s'engagera sur le tronçon : les autres auront encore pour terminus Ramonville. La station sera potentiellement desservie par la ligne Linéo 15 qui sera un prolongement de la ligne 34 depuis Université Paul Sabatier d’ici 2030 (cette info est à confirmer).

## Dans la culture
C'est dans cette station qu'à été prise la photo de la pochette de l'album La fête est finie d'Orelsan, sorti en 2017. On peut y voir le rappeur équipé d'un katana et posant la main sur la vitre d'une rame surchargée, un hommage à la série Tokyo Compression du photographe Michael Wolf. La séance photo s'est tenue dans la nuit du 29 au 30 août 2017 grâce à une autorisation exceptionnelle de Tisséo.